# テーブルオフィシャルズ
テーブルオフィシャルズ(Table Officials)はバスケットボールの試合に於いて審判員（Officials）を補佐し、試合を管理するための係員の呼称。

## 概要
テーブルオフィシャルズは、FIBAのOfficial Basketball Rulesのルール8に詳細が定められている
テーブルオフィシャルズが座る席をオフィシャルズテーブルという。オフィシャルズテーブルはコートをよく見渡せるように高い位置に置くか，チームベンチや交代席を低い位置に置くよう設定される。
テーブルオフィシャルズは次の4名によって構成される。
スコアラー
オフィシャルスコアシートの記録を担当し、プレイヤーの交代やタイムアウトの管理を行う。オルタネイティング・ポゼッション・ルールのポゼッション・アローやコート上の主審（レフリー）もしくは副審（アンパイア）に合図器具を鳴らして伝える事もスコアラーの役目である。
アシスタントスコアラー
スコアラーを補佐し、チームファウルやプレイヤーのファウル数を表示したりスコアボードの操作などを行う。
タイマー
ゲームクロックやストップウォッチを操作し、試合時間の管理を行う。
ショットクロックオペレイター
ショットクロックを管理する24秒計で、スタート、ストップ、リスタート、14秒リセット、24秒リセット、の操作を行う。
なお，大会主催者の考えでコミッショナーを置くことが出来る。コミッショナーはテーブルオフィシャルズの任務を監督し、審判が円滑に試合を進行させられるようにする。